# Ripkî, Romnî
Ripkî (în ucraineană Ріпки) este localitatea de reședință a comunei Ripkî din raionul Romnî, regiunea Sumî, Ucraina.

## Demografie
Componența lingvistică a localității Ripkî
     Ucraineană (98,79%)
     Rusă (1,21%)
Conform recensământului din 2001, majoritatea populației localității Ripkî era vorbitoare de ucraineană (98,79%), existând în minoritate și vorbitori de rusă (1,21%).